# سیارک ۱۶۹۷۵
سیارک ۱۶۹۷۵ (به انگلیسی: 16975 Delamere، نامگذاری:1998YX29) شانزده هزار و نهصد و هفتاد و پنجمین سیارک کشف شده‌است که در ۲۷ دسامبر ۱۹۹۸ کشف شد.
قدر مطلق سیارک برابر ۲۹.۵ است.